# Еліа Далла Коста
Еліа Анджело Далла Коста (італ. Elia Angelo Dalla Costa; 14 травня 1872, Віллаверла, королівство Італія — 22 грудня 1961, Флоренція, Італія) — італійський кардинал. Єпископ Падуї з 25 травня 1923 року по 19 грудня 1931 року. Архієпископ Флоренції з 19 грудня 1931 року по 22 грудня 1961 року. Кардинал-священик з 13 березня 1933 року, з титулом церкви Сан-Марко з 16 березня 1933 року.

## Біографія
Елія Далла Коста народився у 1872 році у Вільяверлі і був останнім із п'яти дітей Луїджі Далла Коста та Терези Даль Балкон. Перші троє дітей пари померли у дитинстві. Його мати померла в 1877 році, коли Даллі Коста було п'ять років — і він залишився під опікою батька.
Після закінчення навчання був висвячений на священика 25 липня 1895 року в соборі Скіо в провінції Віченца. 10 листопада 1910 року він був призначений титуляром парафії Скіо, де пропрацював 12 років, включаючи період Першої світової війни, коли його парафія виявилася поряд з фронтом. Далла Коста надавав гуманітарні послуги пораненим і дбав про дітей-сиріт. За результатами діяльності у Скіо був нагороджений Лицарським хрестом Корони Італії та почесною грамотою Міністерства Звільнених Земель Північно-Східної Італії. 23 травня 1923 року його було призначено єпископом Падуї. Під час служіння єпископом у Падуї він відновив 50 парафій, що постраждали під час війни.
19 грудня 1931 Далла Коста був призначений архієпископом Флорентійським, вступив на посаду 21 лютого 1932 року. 16 березня 1933 року Папа Пій XI призначив його кардиналом.
У період Голокосту, реонбуваючи на посаді архієпископа Флоренції, став одним із організаторів великої операції з порятунку італійських євреїв та біженців із французьких та югославських територій під італійським контролем. Серед іншого він на короткий час приховував кілька євреїв у своєму палаці, поки їх не відвезли до безпечного місця. До команди Далла Коста входили співробітники його канцелярії, деякі священики, рабин Флоренції Натан Кассуто та інші італійці. У зв'язку з цією діяльністю ізраїльський Інститут Катастрофи та героїзму «Яд ва-Шем» 29 лютого 2012 року надав Еліа Далла Коста почесне звання праведник народів світу.
Кардинал Далла Коста залишався на посаді архієпископа до 31 січня 1958 року. На конклаві 1958 86-річний Далла Коста була серед «виборщиків» Папи Івана XXIII, обраного на одинадцятому турі голосування. Після цього останні роки життя прожив на самоті. Помер уранці 22 грудня 1961 року і був похований у соборі Санта-Марія-дель-Фйоре у Флоренції.
Процес його беатифікації розпочато 22 грудня 1981 року.